# Vay László (kamarás)
Vajai báró Vay László (Nagyvárad, 1760. április 24. – Kékcse, 1814. szeptember 2.) császári és királyi kamarás, a jénai tudós társaság tagja, főrend, mecénás.

## Életútja
Vay István és Laczkovich Juliánna fiaként született. Bihar vármegyénél szolgált 1790-91-ben mint főjegyző, később császári és királyi kamarás, a jénai tudós társaság tagja lett. Vay László és Miklós bárók 1794 július havában „a magyar Jádzó színnek megörökítésére szolgáló tőkepénzek kipótolására” 1000 rhénusi forintot ajánlottak fel. A francia háborúk alatt több lovas vitézt állított önköltségén. 1799. május 10-én bárói rangot kapott. Nagyváradon élt, azonban utolsó éveiben, Kazinczy Ferenc szerint „kénytelenek voltak elhagyni Váradot és nejével, Zrinyi Zsuzsánnával Szabolcsmegyében vonták meg magokat”.

## Művei
- Rede... am 24. Hornung 1800. im seinem Hause zu Gross-Wardein an jene zwölf Hussaren hielt, die er an des Baron Blankensteinische Regiment abgegeben hat, Debretzin. (Kiadta Miller Jakab Ferdinánd).
- Sermo salutatorius, quo Dnum Franciscum Miklosi, episscopum Magno-Varadiensem in suo ad regimen pastorale aditus limine allocutus venerabatur ... anno 1803, 14. Oct. Magno-Varadini.
- A jót tévő és jót vévő között egy pár levél. Nagyvárad, 1805. (B. Vay László és Perecsényi Nagy László egy-egy levele, bevezetéssel Illei Takács Károlytól).
- A német hívség avagy Bécs polgárjai a frantzhadban... ehhez járul... a magyar hívség és annak sumás leírása. Nagyvárad, 1806. (Tetemes családtörténeti jegyzetekkel).
- Egy helybeli született hazafinak szeretett hazafi polgártársaihoz intézett levele, azoknak feleleteikkel együtt. Szeged, 1808.
- A mennyben vitetett boldogságos Szüz Mária magyarok pártfogó annyának, pátronájának, kinek Szent István első magyar, és Szent László királyaink országjokat örökre mint azon szeplőtelen szűz szent anyának sajátját általajánlották, örök tiszteletére egy V. alahára B. oldogulni Vágyakodó Lélek által szentelő éneketske. Nagy-Várad, év n.